# 龍骨砂蘚
龍骨砂蘚（学名：Racomitrium carinatum）为紫萼蘚科砂蘚屬下的一个种。

## 扩展阅读
- 維基物種上的相關：龍骨砂蘚